# Библиотеки Колумбийского университета
Библиотеки Колумбийского университета — библиотечная система Колумбийского университета, входящая в пятерку лучших академических библиотечных систем Северной Америки и в десятку крупнейших библиотек по объемам хранения. Это пятая по величине академическая библиотека в Соединенных Штатах и крупнейшая академическая библиотека в штате Нью-Йорк, в которой находится 11,9 миллионов томов, более 160 000 журналов и сериалов, а также обширные электронные ресурсы, рукописи, редкие книги, микроформы, карты, графические и аудиовизуальные материалы. Службы и фонды организованы в 21 библиотеку и различные академические технологические центры, включая филиалы. В организации работают более 500 профессиональных и обслуживающих сотрудников, и она расположена в университетском городке Морнингсайд Хайтс в Нью-Йорке . Кроме того, Колумбийский университет является частью Консорциума по научным коллекциям и сохранению (ReCAP) вместе с Гарвардской библиотекой, Библиотекой Принстонского университета и Нью-Йоркской публичной библиотекой.

## Фонды
Библиотечная система Колумбийского университета содержит более 65 000 подписок на периодические издания, почти шесть миллионов микрофильмов, 26 миллионов рукописей, более 600 000 редких книг, более 100 000 видео и DVD и почти 200 000 правительственных документов. Коллекция библиотеки растянулась бы на 174 мили и она ежегодно растет со скоростью 140 000 единиц хранения. Систему посещают более четырех миллионов человек в год.
Система участвует в библиотечном проекте Google Книг.

## Библиотеки

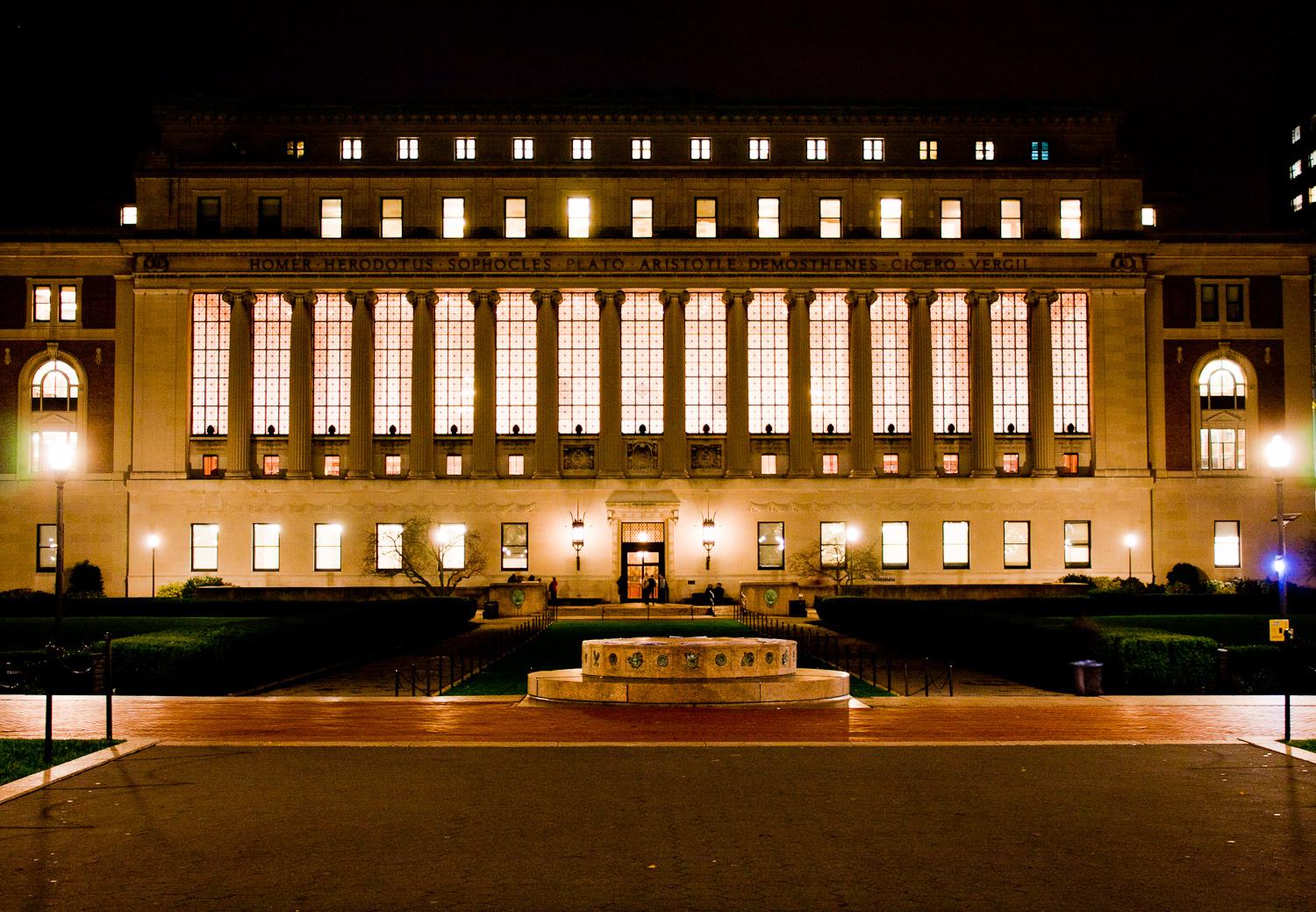
Библиотека дворецкого

В Библиотеки Колумбийского университета входят:
- Библиотека архитектуры и изящных искусств Эйвери 40°48′29″ с. ш. 73°57′39″ з. д.HGЯO
- Библиотека Барнард-колледжа (филиал) 40°48′35″ с. ш. 73°57′49″ з. д.HGЯO
- Библиотека Берка при Союзной духовной семинарии
- Библиотека бизнеса и экономики (Уотсон) Колумбийской школы бизнеса
- Библиотека Батлера 40°48′23″ с. ш. 73°57′47″ з. д.HGЯO
- Центр документации и исследований в области права человека
- Колумбийский центр устной истории
- Архив Колумбийского университета
- Цифровой гуманитарный центр
- Цифровой научный центр
- Цифровой центр социальных наук
- Восточноазиатская библиотека (Старр)
- Инженерная библиотека (Монель)
- Библиотека геологии
- Библиотека геонаук в обсерватории Земли Ламонт-Доэрти в Палисейдсе, Нью-Йорк
- Глобальные исследования
- Библиотека медицинских наук в Медицинском центре Колумбийского университета в районе Вашингтон-Хайтс на Манхэттене
- Библиотека Еврейской духовной семинарии (филиал)
- Библиотека журналистики
- Юридическая Библиотека имени Артура У. Даймонда при юридической школе Колумбийского университета 40°48′25″ с. ш. 73°57′38″ з. д.HGЯO
- Библиотека социальных наук Lehman при Школе международных и общественных отношений
- Математическая библиотека
- Университетская библиотека Мильштейна Колумбийского колледжа
- Библиотека музыки и искусств (Вайнер)
- Внешние хранения (ReCAP)
- Библиотека редких книг и рукописей
- Научно-техническая библиотека
- Библиотека журналистики Колумбийской школы журналистики
- Библиотека социальной работы Школы социальной работы Колумбийского университета
- Библиотеки Готтесмана[9] Педагогического колледжа (филиал)

### Внешние хранения
Существуют объёмы внешнего хранения, которые расположены за переделами главного здания в Плейнсборо, штат Нью-Джерси, с Консорциумом по научным коллекциям и сохранению (RECAP), который включает Нью-Йоркскую публичную библиотеку и библиотечную систему Гарвардского и Принстонского университетов .

### Библиотека Лоу
Мемориальная библиотека Лоу, выдающееся здание в кампусе Колумбийского университета, украшенное надписью «Библиотека Колумбийского университета», больше не является главной библиотекой, а вместо этого служит административным центром университета. Она являлась центральной библиотекой университета с 1890-х по 1930-е годы, пока из-за нехватки места ее не заменила библиотека Батлера. Коллекция Архивов Колумбийского университета, ранее размещавшаяся в Библиотеке Лоу, теперь находится в Библиотеке редких книг и рукописей на 6-м этаже библиотеки Батлера.
- 40°48′30″ с. ш. 73°57′43″ з. д.HGЯO Мемориальная Библиотека Лоу

## Награды библиотеки
Библиотеки Колумбийского университета ежегодно реализуют несколько премий и наград, в том числе престижную премию Бэнкрофта, присуждаемую (в двух номинациях за лучшие книги по дипломатии и истории Северной и Южной Америки) в области истории. Библиотечная система также присуждает премию Эдварда М. Кеннеди за театральную постановку, вдохновленную американской историей, которая почитает любовь Эдварда Кеннеди к театру и интерес к американской истории.